# Cornelia Forster
Cornelia Forster (* 5. Januar 1906 in Zollikon; † 10. Oktober 1990 in Sala Capriasca) war eine Schweizer Künstlerin. Ihr Werk umfasst Malerei, Grafiken, Illustrationen, Keramik, Bühnenbilder, Textilkunst, Innendekoration und Arbeiten im öffentlichen Raum.

## Leben und Werk
Cornelia Forster war eine Tochter des Maschinen- und Dynamithändlers Fritz Forster und der Emilie, geborene Rieder. Von ihrem Vater gefördert studierte sie von 1922 bis 1926 Innenarchitektur an der Kunstgewerbeschule Zürich. Über Karl Geiser lernte sie 1926 den Bildhauer und späteren Ehemann Franz Fischer kennen. Ihre gemeinsamen Kinder waren Rosina (* 1929) und Cornelio (* 1934). In zweiter Ehe war sie mit Hildebrand Altenpost verheiratet. Ihr gemeinsamer Sohn Vincenzo kam 1944 zur Welt.
Ab 1927 belegte Forster Kurse an der Akademie von André Lhote sowie an der Académie de la Grande Chaumière in Paris. Wieder in der Schweiz lebte sie in Tessin und in Zürich, wo sie besonders für die Textilindustrie arbeitete. 1931 lernte sie den damals in Tessin lebenden Künstler Walter Kurt Wiemken kennen. Ein Stipendium ermöglicht es ihr, von 1935 bis 1936 an der deutschen Akademie in Rom zu studieren, wo sie sich mit dem klassischen Altertum vertraut machte. 
1937 eröffnete sie mit Luise Meyer-Strasser, Bertha Tappolet und Martha Amata Good (1896–1950) den kleinen Verkaufsladen «Cornelius» an der Oberdorfstrasse in Zürich. Ihre keramischen Arbeiten verkaufte sie u. a. in der Verkaufsgenossenschaft «Zur Spindel» an der Talstrasse 6 in Zürich. 1937 illustrierte Forster das Buch Gourrama von Friedrich Glauser sowie 1940 das Buch Poésie Graphique. Für den Pressepavillon an der Landesausstellung 1939 in Zürich schuf Forster eine Grossplastik.
Als 1940 das Haus «zur Münz» in Zürich von der Architektin Lux Guyer in ein Kaffee-Restaurant umgebaut wurde, zog dieser Forster, Bertha Tappolet, Luise Meyer-Strasser und Margherita Osswald-Toppi bei, um in den Räumen eine gemütliche Atmosphäre zu schaffen. Das Gebäude wurde in den 1960er-Jahren abgerissen, nachdem es durch einen Brand zerstört worden war, und durch einen Neubau ersetzt. Ab 1947 studierte Forster die Technik des Wandteppichs bei Jean Lurçat in Saint-Céré.
Während des Zweiten Weltkriegs widmete sich Forster ausschliesslich kunsthandwerklichen Tätigkeiten. In den 1940er-Jahren schuf sie zahlreiche Wandteppiche für den öffentlichen Raum. Ihr vielfältiges Werk, das zeitweise surrealististische und fantastische Züge trägt, ist ab 1940 durch eine zunehmende Orientierung zum Abstrakten geprägt.
Cornelia Forster lebte ab 1955 bis zu ihrem Tod in Sala Capriasca.